# Perfume de violetas
Perfume de violetas es una película mexicana de drama de 2001 dirigida por Maryse Sistach, está protagonizada por Ximena Ayala y Nancy Gutiérrez, ganadora de cinco Premios Ariel. El filme busca ser un retrato de las situaciones problemáticas que enfrenta el sector femenino en los sectores sociales más pobres de las zonas urbanas en México. Las protagonistas de esta película son víctimas de situaciones trágicas, acontecidas en un entorno en donde predominan el machismo, la escasez de recursos, la indiferencia, la ignorancia y la pobreza.
Es la primera parte de la Trilogía de la Crueldad, desarrollada por Sistach, que retrata la violencia sexual ejercida en contra de las adolescentes en México, seguida por Manos libres (2005) y finalizada con La niña en la piedra (2007).

## Sinopsis
La película sigue de cerca la vida de Yessica y Miriam, dos adolescentes habitantes de un barrio bajo de la  Ciudad de México donde son comunes las situaciones de peligro. Estos hechos, aunados a la indiferencia de los adultos (familia y autoridades escolares) y a la precaria situación económica de ambas chicas, acaban por distanciarlas y generar un conflicto que desemboca en la tragedia.
La historia inicia cuando Yessica, una adolescente rebelde, antisocial, problemática, irreverente y de un físico imponente para su edad, quien vive con su familia disfuncional, y que además tiene un problema de incontinencia urinaria, llega a una secundaria pública a la que fue transferida desde otra secundaria de la cual fue expulsada antes, debido a que agredió físicamente a una de sus prefectas, acto del cual Yessica parece estar orgullosa. A esa escuela asiste Miriam, una adolescente tímida, tranquila, estudiosa e ingenua, la cual vive únicamente con su madre soltera, quien trabaja en una zapatería. A pesar del contraste de sus personalidades, ambas inician una fuerte amistad. Yessica encuentra refugio en dicha relación, sintiéndose incluso más segura en el pequeño departamento que comparten Miriam y su madre, en donde es notoria una mayor funcionalidad y presencia de cariño a pesar de las carencias, que en su propia casa.
Al llegar Yessica a su primer día en su nueva escuela, parece no importarle nada, la profesora le indica que puede entrar al aula de la escuela y después le pide que se presente ante el grupo, al grupo parece causarle indiferencia el hecho de que Yessica sea una nueva compañera. Yessica se sienta al fondo del aula detrás de Miriam, quien de inmediato capta la atención de Yessica, quien se atreve a tomarle del cabello para sentir el olor de su perfume. Yessica le comenta a Miriam que su olor le es agradable, y este acto parece marcar el inicio de su amistad.
Después Yessica se gana poco a poco la confianza de Miriam, al grado de que Miriam le permite ingresar a su casa y disponer de sus cosas como si fueran de ella también. Miriam demuestra cariño y afecto por Yessica, a quien nombra como su mejor amiga, la ayuda en lo que puede y comienzan a pasar la mayor parte de su tiempo juntas. Por su parte Yessica también siente un afecto y cariño por Miriam, ya que Miriam es la única persona que logra ver el lado bueno de Yessica, mientras que todos los demás únicamente se fijan en sus defectos y la señalan como una adolescente problemática, aunque la personalidad de Yessica le impide demostrar abiertamente sus sentimientos, considera también a Miriam como su mejor amiga, aunque realmente ambas adolescentes son solitarias antes de conocerse y ninguna tiene otra amiga más, únicamente se tienen la una a la otra. 
Yessica tiene un hermanastro que se llama Jorge, el cual trabaja como ayudante de chofer en un microbús, Jorge es hijo del padrastro de Yessica, y vive con ella en la misma casa, en la cual también viven sus otros hermanos y la madre de Yessica. Tanto la madre de Yessica como su padrastro se inclinan por darle preferencia a Jorge a quien siempre le dan la razón, debido a que Jorge trabaja y aporta dinero al hogar, mientras que Yessica únicamente estudia, por lo cual su madre y su padrastro la tratan como a una mantenida, floja, que solo atrae problemas y no aporta dinero. Jorge continuamente molesta a Yessica, en especial haciéndole burlas sobre el problema de incontinencia urinaria que tiene, y también la amenaza con ofrecerla como trabajadora sexual a cambio de dinero. Jorge le ofrece los servicios sexuales de Yessica a su compañero de trabajo, un chófer de microbús conocido como «el Topi», quién demuestra mucho interés en tener relaciones sexuales con Yessica aunque tenga que pagar por ello. Jorge le insiste mucho a Yessica que coopere, sin embargo Yessica demuestra asco y repulsión ante las ofertas de Jorge. «el Topi» y Jorge acosan a Yessica a bordo de su microbús, la siguen por las calles de la ciudad intentando que ella se suba al vehículo. Por su parte Miriam, quien siempre acompaña a Yessica, también se siente acosada, aunque ella no sea de interés para «el Topi» y Jorge. Ante la negativa de Yessica para acceder a las fantasías sexuales de «el Topi», Jorge lo ayuda a secuestrar a Yessica para subirla al microbús y luego llevarla a un sitio solitario, lugar en el cual Jorge abandona a Yessica en el microbús para que «el Topi» pueda violarla. «el Topi» le paga a Jorge una cantidad considerable por ayudarlo a cumplir sus objetivos. Jorge decide que con ese dinero se comprará los tenis que tanto deseaba. Para comprar sus tenis Jorge va a una zapatería, donde se los venderá, sin que él lo sepa, la madre de Miriam.
La amistad entre Yessica y Miriam se ve interrumpida cuando «el Topi» viola a Yessica. Yessica, aterrada y avergonzada, prefiere callar lo ocurrido, hecho que termina por afectar gravemente su estado psicológico. Esto arrastra también a Miriam a algunas situaciones que le acarrean problemas.
En un principio Yessica tiene una pelea con Héctor, un adolescente compañero de la escuela, quien tiene una personalidad similar a la de Yessica. Yessica y Miriam se toman unas fotos las cuales son importantes para ellas. En un acto de burla Héctor junto a su amigo se apoderan de las fotos causando el enfado de Miriam. Yessica al percatarse de la situación de inmediato responde agrediendo a Héctor, lo cual desencadena una pelea entre los dos adolescentes, que son reprendidos y castigados por la directora de la escuela. Pero la directora insiste en culpar a Yessica de haber iniciado la pelea. Yessica más tarde se da cuenta de que comparte muchas similitudes con Héctor, y ambos inician un tipo de romance muy superficial y que dura apenas unos cuantos días. Yessica se enamora de forma transitoria de Héctor, en cambio Héctor solamente quiere tener relaciones sexuales con Yessica. Yessica y Héctor se disponen a pasar tiempo juntos, sin embargo al encontrarse ambos solos, Yessica se niega a tener sexo con Héctor, ya que la forma en la cual Héctor intentaba tocarla le recordaba a Yessica como había sido violada.
El amigo de Héctor expresaba su gusto por Miriam, pero Miriam nunca le aceptó la invitación a salir juntos.
Después de la violación Yessica pierde sus útiles escolares y se dirige a la escuela. Ya en la escuela durante una clase de gimnasia Yessica mancha su uniforme con su sangre, lo cual genera la burla de sus compañeras, y genera la reacción violenta de Yessica, la cual insulta a su profesora. Nuevamente es presentada ante la directora quien la castiga nuevamente y le hace crítica de su mal comportamiento. Yessica se dirige a la casa de Miriam donde se baña y se cambia de ropa interior. Yessica roba la ropa interior de Miriam y desecha su ropa interior con sangre en el bote de basura del baño de la casa de Miriam, acto que posteriormente causará el enfado de la madre de Miriam quien además encuentra a Miriam con cigarrillos quemados en sus manos. Entonces Miriam intenta justificar a Yessica contándole a su madre parte de los problemas que tiene. La madre de Miriam le aconseja que se aleje de Yessica.
A pesar del suceso, Yessica sigue encontrando consuelo en Miriam, a la que empieza a frecuentar cada vez más. Sin embargo, Miriam comienza a sentirse incómoda con la amistad de Yessica, pues ésta dificulta la relación con su madre, quien no acepta a la problemática chica por considerarla una mala influencia para su hija. De algún modo Jorge descubre que en su complicidad con «el Topi» está una fuente de dinero fácil, y esto causa que haya más de un episodio de violación contra Yessica. Yessica ya más afectada psicológicamente se obsesiona con el olor de Miriam, así que mientras recorrían juntas un mercado, Yessica decide robar un perfume de violetas, logrando escapar pero dejando a Miriam a merced de los vendedores enojados que exigen el pago del perfume. Miriam a punto de ser linchada por los vendedores paga y logra salir ilesa del mercado, llega a la zapatería donde su madre trabaja y le cuenta todo lo sucedido. Mientras Miriam y su madre se dirigen de regreso a su casa se encuentran en el microbús a Jorge y «el Topi» a quienes Miriam reconoce inmediatamente. Jorge mira fijamente a Miriam, la madre de Miriam se percata de la mirada de Jorge y lo reconoce como cliente de la zapatería y que le vendió los tenis que traía puestos. Su madre decide protegerla más y evitar que ella tenga tiempo de encontrarse con Yessica. Por su lado Yessica vuelve a sufrir de un ataque de incontinencia urinaria en el mercado donde robó el perfume, logra salir y se va a su casa.
Miriam se siente enojada con Yessica y decide alejarse de ella. Yessica, para recuperar su amistad, le elabora una hermosa manualidad con las fotos donde aparecen las dos juntas, e incluso la madre de Yessica reconoce que ha hecho un muy buen trabajo. Yessica le entrega el trabajo que hizo a Miriam y se muestra arrepentida, y Miriam la perdona.
A pesar de que Miriam es consciente de que su amiga vive abusos por parte de los ya mencionados perpetradores, no puede hacer nada, pues incluso su madre considera que Yessica, al ser problemática y antisocial, lo propicia.
Una vez que Yessica vuelve a ganarse la confianza de Miriam, vuelve a entrar a su casa, y mientras Miriam está al teléfono Yessica traicionada por sus impulsos roba dinero de la casa de Miriam, cuya madre lo estaba ahorrando para comprar una televisión nueva.
Esta vez la madre de Miriam se enfada aún más y le prohíbe a Miriam tener amistad con Yessica. 
Yessica nuevamente es agredida por Jorge y «el Topi», quienes la dejan muy golpeada y sucia. Al salir de esta agresión se dirige a su escuela, sitio donde busca refugio pero solo encuentra las burlas de sus compañeros. En ese momento, al verla, Héctor niega cualquier relación sentimental con Yessica, dando por terminada la relación. Luego Yessica se desvanece durante la clase y es llevada a la enfermería, donde los que la atienden se preguntan que le pudo haber sucedido. Cuando ella logra recuperar sus fuerzas Miriam aparece por una ventana y le envía un mensaje diciéndole que la espera en el baño de la escuela para hablar.
Lo que Yessica no sabe es que Miriam la confrontará cara a cara para exigirle que le devuelva lo que le robó. Una vez en el baño Miriam le exige el pago de lo robado, Yessica le dice que no puede, Miriam la llama ladrona y puta, y esto desencadena una pelea entre las dos. En el forcejeo Yessica empuja a Miriam, Miriam cae de espalda dándose un fuerte golpe en la cabeza contra un retrete causándole la muerte.
Yessica impactada y sin saber que hacer le roba la llave de su casa y se dirige hacia allá. Yessica, trastornada por todo lo sucedido se acuesta en la cama de Miriam y se echa una cobija encima. Al llegar la madre de Miriam a su casa encuentra la puerta abierta con la llave en la cerradura mientras el teléfono suena insistentemente. Ella se preocupa y empieza a buscar a Miriam. Al entrar a su recámara ve la figura de alguien acostada bajo la cobija y ella pensando que es Miriam se recuesta sobre ella, sin saber que realmente es Yessica quien está allí. Luego solamente se escucha la voz de la madre de Miriam contestar el teléfono, únicamente se escucha la palabra "bueno" dejando un suspenso a criterio del espectador.

## Reparto
- Ximena Ayala - Yessica
- Nancy Gutiérrez - Miriam
- Arcelia Ramírez - Alicia, madre de Miriam
- María Rojo - Elsa, madre de Yessica
- Luis Fernando Peña - Jorge, hermanastro de Yessica
- César Salazar - «El Topí»
- Gabino Rodríguez - Héctor
- Pablo Delgado - Juan
- Clarissa Malheiros - Maestra de gimnasia
- Soledad González - Directora de la secundaria
- Eligio Meléndez - Padre de Jorge
- Rosario Zúñiga - Prefecta
- Josefina Marín - Maestra de historia
- Carlos García - Maestro de mecanografía
- Guadalupe Sánchez - Maestra de matemáticas
- Mayahuel Tecozautla - Marchanta mercado
- Zury Mora - Enfermera
- Roberto Cabral - Jefe de Alicia

Yessica
Yessica es la protagonista de la historia, se trata de una adolescente de entre 13 y 15 años, alta, de complexión robusta, que aparenta ser mayor de lo que realmente es. Su tamaño es imponente, físicamente hay pocas adolescentes de su edad que puedan enfrentarse a ella, de piel blanca y cabello café oscuro, de ojos café, de clase baja, sufre de pobreza extrema, vive con su hermanastro Jorge, su padrastro, sus dos hermanos, y con su madre. Su higiene es cuestionable, su uniforme y su ropa se encuentran en malas condiciones, es descuidada en sus estudios, fuma, tiene un impulso de robar, es mentirosa, rebelde, irreverente y problemática. Le gusta retar a la autoridad, no demuestra respeto hacia nadie, es atrevida y con malos modales, insulta y maldice, es antisocial y le cuesta mucho trabajo hacer amigos o relacionarse con otras personas debido a su personalidad fuerte y agresiva. Pasa la mayor parte de su tiempo en la calle, es solitaria, y poco expresiva, siempre hace lo que quiere, ante los demás siempre demuestra rudeza, cuando se le molesta responde explosivamente, es impulsiva ya que nunca piensa en las cosas que hace ni en sus consecuencias, tiene un problema de incontinencia urinaria ya que continuamente se orina en la cama, o cuando se encuentra ante situaciones estresantes también se orina, al llegar a su nueva escuela conoce a Miriam, una compañera de su clase con quien logra construir una fuerte amistad y a quien se refiere como su mejor amiga, esto debido a que Miriam es la única persona que puede ver la parte humana y bondadosa de Yessica sin fijarse en sus múltiples defectos, algo que ninguna persona había hecho antes, al conocerla Yessica prefiere pasar tiempo con Miriam ya que solo ella la entiende, a veces salen de compras o simplemente van a la casa de Miriam donde hacen todo lo que se les ocurre, Yessica logra influir mucho en las decisiones y acciones de Miriam, Yessica estima mucho a Miriam aunque le cuesta trabajo demostrarle su amistad y su lealtad. Yessica se ve traicionada por sus impulsos violentos y sus malas costumbres lo cual la lleva a involucrar a Miriam en situaciones incómodas en las que incluso Miriam llega a dudar si Yessica realmente es su amiga. La relación de Yessica con su familia es muy conflictiva, discute y pelea con su hermanastro Jorge, con su papá y con su madre, por eso Yessica prefiere estar fuera de su casa.
Miriam
Miriam es la coprotagonista de la historia, se trata de una adolescente de entre 12 y 14 años de talla pequeña, delgada, de piel blanca y pálida, cabello negro y ojos negros, su personalidad es tímida, tranquila, miedosa, pacífica, indefensa, introvertida y evasiva, es solitaria pues no tiene hermanos ni amigos hasta que conoce a Yessica, sufre de acoso escolar por parte de sus compañeros, aunque también es muy dedicada a sus estudios y es inteligente, precavida, respetuosa y amable, le cuesta hacer amigos ya que no suele hablar con otras personas, la única persona con la que Miriam se desenvuelve y convive abiertamente es con su Madre que se llama Alicia, la cual la sobreprotege y cuida de una forma excesiva, Miriam le cuenta todo a su madre y es la única persona en quien realmente confía. Miriam pasa la mayor parte de su tiempo libre en su casa sola ya que su madre sale a trabajar, y ella misma le prohíbe a Miriam salir de su casa, Miriam únicamente sale de su casa para ir a la escuela, también su madre le prohíbe tener amigos o permitir la entrada de personas ajenas al interior de su casa. Miriam conoció a Yessica desde su primer día de escuela y a pesar de sus personalidades totalmente diferentes de inmediato sintió una empatía por ella, después se hacen buenas amigas, pareciera ser que las une la soledad que ambas viven. Una vez que Miriam se vuelve amiga de Yessica ella comienza a desenvolverse más con otras personas y a salir de casa, también se vuelve un poco más atrevida y rebelde, demostrando la influencia que tuvo Yessica sobre la personalidad de Miriam, poco a poco su amistad se fortalece al grado de que Miriam justifica las malas acciones de Yessica, y es la única persona que logra apreciar su lado humano sin criticar sus defectos, Miriam pasa la mayor parte de su tiempo con Yessica en su casa dejándola entrar, ya después Miriam por influencia de su madre duda de la verdadera amistad de Yessica, y después de que Yessica la involucrara en un robo en un mercado, y le robara el dinero de su madre, Miriam comienza a sentirse incómoda con la amistad de Yessica, y al final decide enfrentarse a ella en una pelea donde por desgracia muere al recibir un golpe en la cabeza al caer sobre un retrete.
Alicia
Alicia es la madre de Miriam, es una mujer de entre 35 y 40 años, delgada, esbelta, atractiva, de cabello y ojos negros y piel morena clara, es controladora, sobreprotectora, estricta, y ejerce mucha influencia sobre Miriam, sin embargo la confianza que se tienen ella y Miriam es muy grande ya que Miriam le cuenta todo lo que sucede. Alicia trabaja como vendedora en una zapatería, su jefe la acosa ocasionalmente, es madre soltera de Miriam y no tiene más hijos, es responsable, y siempre esta al pendiente de Miriam, no le gusta que otras personas entren a su casa, y prefiere mantener a Miriam encerrada.
Elsa
Elsa es la madre de Yessica, es una mujer de entre 45 y 50 años, dedica su tiempo a las actividades del hogar atendiendo a sus hijos y a su hijastro Jorge, muestra un desinterés por Yessica aunque ella sea su hija, y por el contrario muestra una preferencia por su hijastro Jorge, continuamente reprende a Yessica por sus malas acciones y la critica por sus defectos, es muy dura con ella y no le tiene paciencia.
Jorge
Jorge es el hermanastro mayor de Yessica, es hijo del padrastro de Yessica mas no de la madre de Yessica, es un joven de entre 16 y 18 años, moreno, de cabello y ojos negros, delgado, Jorge tiene una personalidad muy similar a la de Yessica, pero sin embargo a diferencia de Yessica, Jorge si es capaz de controlar sus emociones y de planear y pensar antes de actuar, algo que Yessica no consigue lograr, trabaja como auxiliar de chofer en un microbús, donde trabaja con su colega y amigo conocido como «el Topi», Jorge también es un chico problemático y tiene una ambición por el dinero, al grado que llega a vender a su hermanastra con «el Topi» con el fin de obtener ganancias, continuamente pelea con Yessica y la molesta, también la amenaza. Es el hijo preferido de la madre de Yessica y de su padre, Jorge no demuestra arrepentimiento por sus malas acciones en contra de Yessica. Jorge permanece impune por ser cómplice del secuestro de Yessica.
Padre de Jorge
Es un sujeto de entre 48 y 54 años, delgado, con bigote, cabello lacio y negro, es padrastro de Yessica ya que es pareja sentimental de la madre de Yessica, y es padre biológico de Jorge, trabaja como supervisor de microbús, y no tolera la personalidad de Yessica.
«El Topi»
Es un villano de la historia, es un chofer de microbús, de entre 35 y 40 años, trae unos lentes negros, compañero y amigo de Jorge, «el Topi» tiene fantasías de tipo sexual con Yessica, por lo cual recurre a la ayuda de Jorge para que juntos puedan secuestrarla y posteriormente sea «el Topi» quien la viole sexualmente, cabe aclarar que Jorge únicamente participa como secuestrador y no como violador, siendo únicamente «el Topi» quien lleva a cabo la violación, «el Topi» posteriormente le paga a Jorge una cantidad considerable de dinero por haberle ayudado. La mala reputación de Yessica y la complicidad de Jorge ayudan a que los crímenes del «Topi» permanezcan impunes. 
Héctor
Héctor es un adolescente de entre 14 y 16 años compañero de escuela de Yessica, delgado, de cabello café, su mejor amigo es Juan, con quien se le ve continuamente, tiene una personalidad y preferencias muy similares a las de Yessica lo que causa que en un principio se odien, sin embargo al conocerse mejor el uno al otro se comienzan a gustar y a iniciar un tipo de relación muy efímera, sin embargo Héctor solamente busca tener sexo con Yessica, cuando el se da cuenta de que Yessica no quiere, él se aleja de ella, él niega que sean pareja y finalmente termina su relación de ellos. 
Juan
Juan es el mejor amigo de Héctor, con quien se le ve continuamente, es un adolescente de entre 13 y 15 años, de cabello negro, y asiste a la misma escuela que los demás, No se sabe mucho de él, durante la historia se enamora de Miriam, pero Miriam no le corresponde a Juan, ni siquiera demuestra interés en conocerlo por lo que nunca hubo relación alguna entre ellos 2.

## Locaciones
Esta obra fue grabada tomando como localización la escuela secundaria diurna N°261, ubicada en Calle Rancho de La Palma S/n, en la colonia Tizapán, San Ángel, en la Ciudad de México.
También se utilizaron locaciones cercanas, tales como el mismo barrio de Tizapán, y la calle Arteaga en la colonia San Ángel, concretamente la zapatería Pakar, así como tomas fuera del mercado Melchor Múzquiz.

## Premios
Perfume de Violetas ganó varios premios Ariel, en categorías como mejor actriz para Ximena Ayala, mejor coactuación femenina para Arcelia Ramírez, mejor guión original, mejor diseño de arte y mejor vestuario. Además obtuvo varias nominaciones al Premio Ariel: Mejor película, mejor directora, mejor coactuación masculina para Luis Fernando Peña, mejor edición, mejor sonido, mejor ambientación y mejor maquillaje.